# Цецилія Метелла Целер
Цецилія Метелла Целер (лат. Caecilia Metella Celer; 70 до н. е. — після 44 до н. е.) — давньоримська матрона часів пізньої Римської республіки.

## Життєпис
Походила з роду нобілів Цециліїв його гілки Метеллів. Донька Квінта Метелла Целера, консула 60 року до н. е., і Клодії. У 53 році до н. е. одружилася з Публієм Лентулом Спінтером, квестором 44 року до н. е.
Мала ганебну славу розпутної жінки, уславилася подружньою невірністю, була коханкою політика Публія Корнелія Долабелли, актора Луція Тіциди і гульвіси Марка Клодія Езопа. У зв'язку з цим у 45 році до н. е. отримала розлучення. Остання згадка про неї датується 44 роком до н. е. Про подальшу долю немає відомостей.